# 兼子良夫
兼子 良夫（かねこ よしお、1955年 - ）は、経済学者、公共経済学・地方財政学。元神奈川大学長。

## 経歴
1955年、山形県西村山郡大江町生まれ。同志社大学商学部卒業、大阪大学大学院経済学研究科博士課程単位修得退学。博士（経済学）。熊本学園大学経済学部専任講師、大分大学経済学部助教授などを経て、2003年神奈川大学経済学部助教授。2007年より同教授。2010-11年、UCLA客員研究員。2013年経済学部長。学校法人神奈川大学評議員、同理事。2016年4月より神奈川大学学長。

## 公益委員等
- 文部科学省大学設置・学校法人審議会 大学設置分科会 特別委員
- 公益財団法人大学基準協会 理事
- 日本サラマンカ大学友の会 理事
- 山形県総合政策審議会　会長
- 神奈川県日中友好協会 副会長

## 研究
- 地方財源配分の研究
- 数量的評価モデルの研究
- 新自由主義経済の弊害を指摘し修正すべきとし、新自由主義の創始者ともいわれるフリードリヒ・ハイエクなどが起草したモンペルラン協会の設立宣言には「人間の尊厳」という文言が記載されている事を指摘。資本主義がもたらしたグローバル化の中で、巣立つ若い神奈川大学卒業生が主導的に「人間の尊厳」を守る社会を構築する義務と責任を持って欲しいと説く。[3]

## その他
- 趣味／絵画鑑賞、読書
- 好きな映画／「カサブランカ」
- 好きな音楽／バロック全般、ホロヴィッツ、ロストロポーヴィッチ
- 好きな国／カナダ、アメリカ(ニューイングランド地方)
- 学生に向けての言葉「学生は雁奴（がんど）たるべし」

## 著書
- 『財政学』（編著、税務経理協会）
- 『地方財政』（八千代出版）
- 『信頼と安心の日本経済』（共著、勁草書房）

## 論文
- CiNii